# Girolando

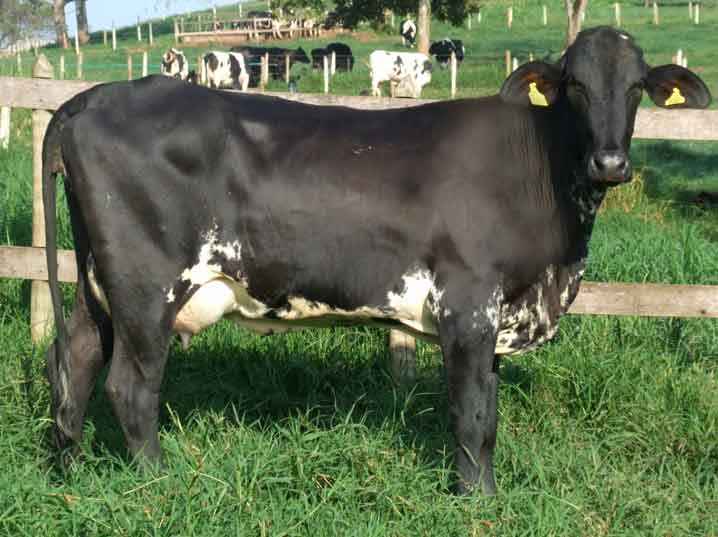
Vaca mestiça pertencente ao grupo formador da raça Girolando.

Girolando é uma raça de bovinos resultante de cruzamento bimestiço (pai e mãe mestiços), na proporção de 5/8 de sangue da raça Friesland-Holstein (também conhecida como holandesa) e 3/8 de sangue da raça zebuína (Bos primigenius indicus) Gir, tendo o holandês como uma raça notável para produção de leite e o Gir com muita rusticidade e longevidade, ambas com notável aptidão para a produção de leite.  A palavra Girolando é um substantivo uniforme, ou seja, utilizada para denominar tanto indivíduos do gênero masculino quanto do feminino. A palavra "Girolanda" não deve ser utilizada para denominar as fêmeas da raça e nem a associação.[carece de fontes?]

## História
As primeiras notícias do surgimento da Girolando data-se da década de 40, no Vale do Paraíba. Diz a lenda que os pastos dos criadores da raça Holandesa foram invadidos por um touro Gir saltador de cerca que praticou o coito com as vacas, gerando assim mestiços. Pelos anseios dos criadores brasileiros, começou a ser praticado o cruzamento do Gir com o Holandês intensamente, procurando que as duas raças se complementassem com rusticidade e produtividade. A multiplicação desses animais, mesmo desordenadamente, foi acelerada (pela alta produtividade e eficiência reprodutiva).
Por causa da alta produtividade de leite, a Girolando logo tornou-se popular em todo o território nacional. Em 1978, foi criado o Programa de Cruzamento Dirigido (PROCRUZA), gerida pela Associação dos Criadores de Gado de Leite do Triângulo Mineiro e Alto Paranaíba (ASSOLEITE). Em 1989, o Ministério da Agricultura, Pecuária e Abastecimento (MAPA), junto com associações de criadores, oficializou as normas para a formação da raça Girolando, reconhecendo sua importância para a pecuária nacional. Em 1988, o MAPA encerra o PROCRUZA. A ASSOLEITE obteve registro no Ministério para continuar as pesquisas, sendo renomeado Em 1 de feveriro de 1996 para Associação Brasileira dos Criadores de Girolando (GIROLANDO). Em 2007, foi iniciado o Programa de Melhoramento Genético da Raça Girolando, em parceria da GIROLANDO com a Embrapa Gado de Leite.

## Variações

Tabela de cruzamento da Associação Brasileira dos Criadores de Girolando.

As percentagens são feitas sempre em relação à Holandesa. Ou seja, uma Girolando 3/4 é 75% Holandesa. Existem diversos cruzamentos intermediários, como 1/4, 1/2, 3/4 e 7/8. A Girolando 5/8 produz um leite um pouco mais gorduroso do que a 3/8.
A principal maneira de obter a raça pura é com a mistura de Touros Puro de Origem (PO) da raça Holandesa com vacas Gir, resultando na F1. Quando a F1 é cruzada com o PO, surge a 1/4. Repetindo o processo, obtém-se a 5/8, considerada a Girolando raça pura. Quando as 5/8 reproduzem entre si, a Griolando é chamada de bimestiço. Outro modo de se alcançar a raça pura é cruzando a 1/4 com a F1.

## Características
As Girolando são conhecidas por se adaptarem ao clima tropical, sua rusticidade e longevidade. Ela também possui valor híbrido, ou seja, aglutina as melhores características da Gir e da Holandesa. A Girolando é da cor preto e branco, com as percentagens de cada variando entre cada espécime. Suas orelhas são como as do Gir. As fêmeas podem engravidar a partir dos 30 meses, encerrando seu ciclo reprodutivo aos 15 anos. Suas principais doenças hereditárias são Deficiência de Adesão Leucocitária Bovina (BLAD), Deficiência da Uridina Monofosfato Sintase (DUMPS) e Complexo de Má Formação Vertebral (CVM).

## Produtos
A principal característica da Girolando é a produção de leite, com algumas vacas chegando a produzir mais de 100 mil kg de leite ao ano. Elas são responsáveis por 80% da produção do leite brasileiro. Seu pico de produção é aos 8 anos, podendo produzir leite até os 15 anos.
Os genes da Girolando são vendidos tanto para o mercado interno quanto para países como Peru, Bolívia, Tailândia, Nigéria e Índia.

## Indivíduos notórios
- ICH Canela Teatro